# حزب الطليعة التقدمية (فنزويلا)
حزب الطليعة التقدمية هو حزب سياسي الفنزويلي تأسس في 27 يونيو 2012 ي

## القادة
- هنري فالكون : الحاكم السابق لولاية لارا ورئيس ومؤسس أفانزادا بروغريسيستا.
- فلاديمير فيليغاس : صحفي ومؤسس أفانزادا بروغريسيستا.
- لويس روميرو : الأمين العام.
- خوان خوسيه مولينا : نائب سابق في الجمعية الوطنية .
- خوليو سيزار رييس : نائب باريناس والنائب الأول لرئيس الجمعية الوطنية .
- إدواردو سيمتي : زعيم الحزب

## الروابط الخارجية
- موقع الحزب على شبكة الانترنيت